# 大谷池
大谷池（おおたにいけ）は、 愛媛県伊予市南伊予にある愛媛県最大のため池である。総貯水容量は175万9000立方メートル。皿ヶ嶺連峰県立自然公園区域にあり、2010年（平成22年）3月25日に農林水産省のため池百選に選定された。
現在も伊予市の838haの農地の灌漑に利用されている。

## 造営の経緯

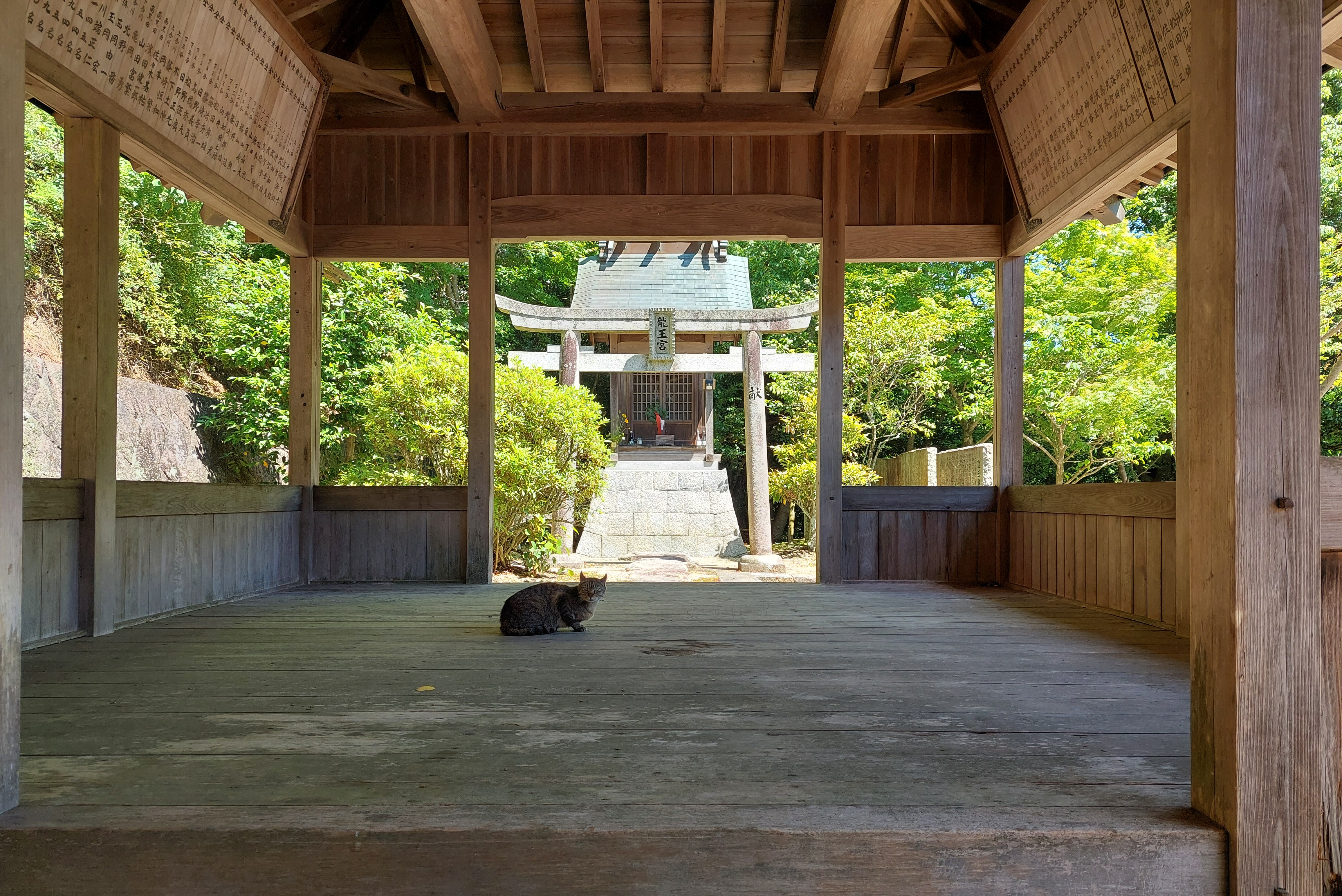
龍王神社（大谷池龍王社）

大谷池のある旧南伊予村は、毎年のように旱魃と水害に悩まされ続けていた。
1922年（大正11年）の大旱魃、翌年の水害、1930年（昭和5年）の旱魃では稲は枯死するなど被害が続いたため、南伊予村長であった武智惣五郎が「成否はもとより天にあり、吾れ死すとも辞せず」という決意のもと、私財を投入し、大谷池築造に取り組んだ。その年「伊予郡南伊予村3ヶ町村用排水改良事業」として着工したが、室戸台風により基礎工事が崩壊し、その上岩質がもろく、漏水防止工事は困難をきたした。着工後も、日中戦争から、第二次世界大戦での資金不足で1942年（昭和17年）に「愛媛県営事業」に移行した。
のべ人数37万3000人の村民が奉仕的に人力作業に従事した後、1942年（昭和17年）4月に竣工した。
伊予市内には武智惣五郎の功績をたたえた胸像や顕徳碑が建立されており、毎年稔りの秋には、多くの人々が大谷池に集って、盛大な感謝祭を催しその遺徳を偲んでいる。

## えひめ森林公園
池はえひめ森林公園に隣接しており、ハイキングやウォーキングの場として市内外より、多くの人々が訪れる。
緑豊かな渓谷には、渡り鳥を初め様々な野鳥がいて野鳥観察に適している。

## 交通
- 予讃線伊予横田駅
- 愛媛県道219号砥部伊予松山線 - 並走